# روبی رز
روبی رز لَنگنهایم (به انگلیسی: Ruby Rose Langenheim) (زادهٔ ۲۰ مارس ۱۹۸۶) یک مدل، هنرپیشه، دی‌جی و مجری تلویزیون استرالیایی است.از فیلم‌ها و برنامه‌های تلویزیونی که وی در آن نقش داشته می‌توان به مجموعهٔ نارنجی مد جدید است، رزیدنت ایول: قسمت پایانی، تریپل اکس: بازگشت زندر کیج، جان ویک: بخش ۲، آوازخوان حرفه‌ای ۳، مگ و بت وومن از شبکهٔ سی‌دابلیو اشاره کرد.

## زندگی شخصی

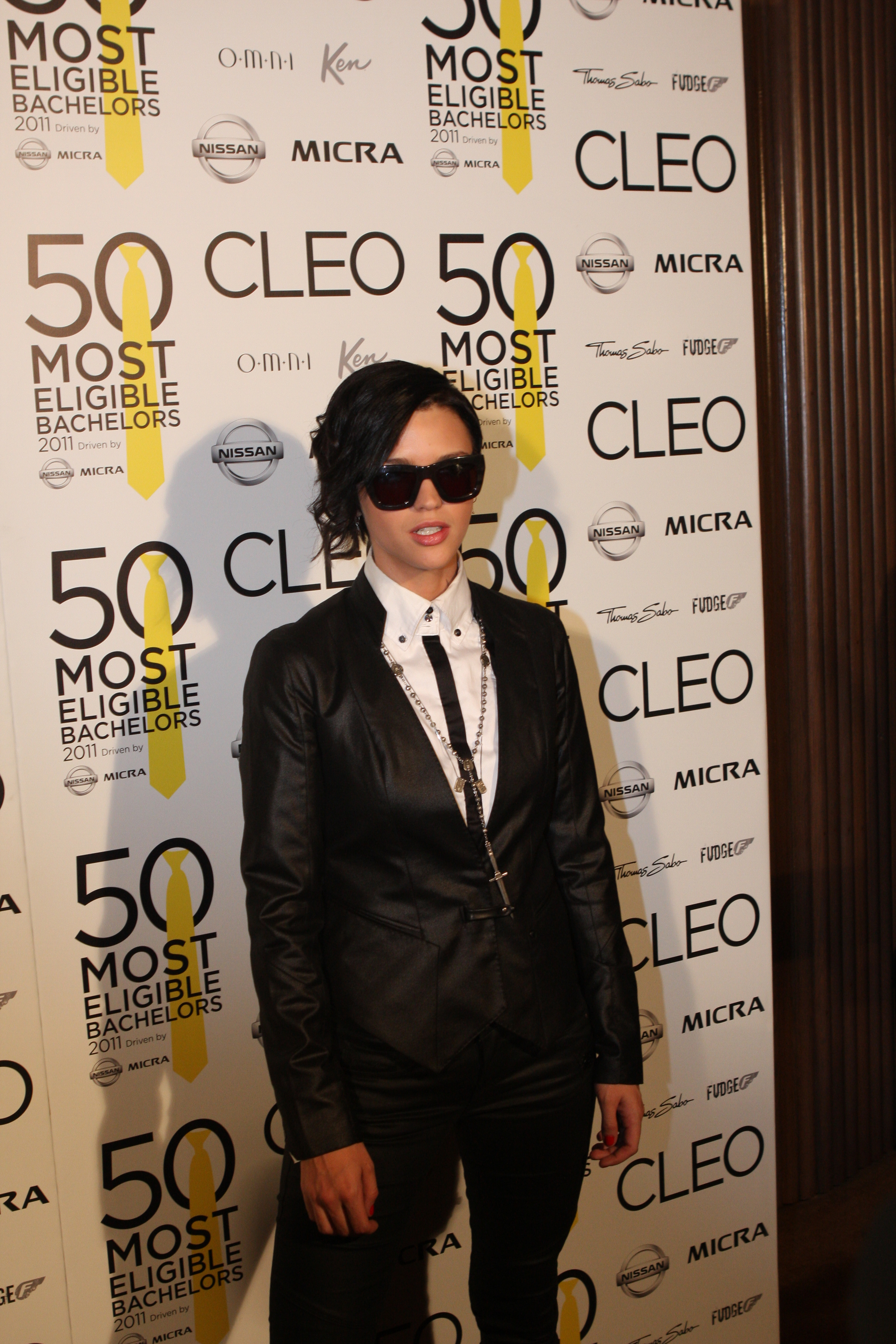
روبی رز لَنگنهایم

روبی در ملبورن،استرالیا به دنیا آمد. او زندگی پرتنشی را پشت سر گذاشته، در سن ۱۲ سالگی به عنوان یک لزبین آشکارسازی کرده است. روبی هویت جنسیتی خود را سیال می‌داند و اعتراف کرده در نوجوانی به دنبال عمل تطبیق جنسیت به پسر بوده اما از انجام آن صرف نظر کرده.
ستون فقرات او در بدل‌کاری سریال تلویزیونی بت وومن آسیب دید که به دلیل خطر فلج شدن مجبور به یک عمل جراحی سخت شد.

## حرفه
روبی تحصیلات خود را کالج ملبورن در رشته علوم و هنر گذراند و فعالیت خود را از سال ۲۰۰۲ به عنوان مدل در مجله
گرزفرند
شروع کرد.
او اولین نمایش تلویزیونی خود را در شبکه ام‌تی‌وی استرالیا بعنوان مجری آغاز کرد. فیلم کوتاه او با نام رهاشدن ساخته خود او در سال ۲۰۱۴ باعث دیده شدن او شد. در سال ۲۰۱۵ روبی به فصل سوم سریال نارنجی مد جدید است پیوست، بازی جذاب او در این سریال موجب استقبال مخاطبان و گسترش طرفداران او شد.
در ۷ اوت ۲۰۱۸ اعلام شد روبی رز نقش بت وومن را در همین سریال به عنوان اولین شخصیت لزبین ابرقهرمانی بازی خواهد کرد که از شبکه سی‌دابلیو پخش شد.
او در عرصه موسیقی نیز فعالیتی داشته است. لذت گناه کاران نام آهنگی است که او در سال ۲۰۱۲ با همکاری گری باکر خواننده انگلستانی منتشر کرد.

## فیلم‌شناسی

### فیلم
| سال  | نام فیلم                     | نقش          | نکته          |
| ---- | ---------------------------- | ------------ | ------------- |
| ۲۰۱۳ | در اطراف بلوک                | هانا         |               |
| ۲۰۱۴ | رها شدن                      | خودش         | فیلم کوتاه    |
| ۲۰۱۶ | گوسفند و گرگ‌ها               | بیانسا (صدا) | دوبله انگلیسی |
| ۲۰۱۶ | رزیدنت ایول: قسمت پایانی     | ابیگل        |               |
| ۲۰۱۷ | تریپل اکس: بازگشت زندر کیج   | ادل ولف      |               |
| ۲۰۱۷ | جان ویک: بخش ۲               | ارس          |               |
| ۲۰۱۷ | آوازخوان حرفه‌ای ۳            | کالامیتی     |               |
| ۲۰۱۸ | مگ                           | جکس هرد      |               |
| ۲۰۲۰ | آکادمی کرانستون: منطقه هیولا | لیز (صدا)    | دوبله انگلیسی |
| ۲۰۲۰ | دربان                        | اِلی          |               |
| ۲۰۲۱ | اخطار قرمز                   | گریس         |               |
| ۲۰۲۱ | غلبه                         | ویکتوریا     |               |
| ۲۰۲۳ | دسته جمعی                    | دیزی         |               |
| ۲۰۲۴ | فرشته‌های کثیف                | بهدار        |               |

### تلویزیون
| سال       | نام                                 | نقش                   | نکته                |
| --------- | ----------------------------------- | --------------------- | ------------------- |
| ۲۰۰۷–۲۰۱۱ | ام‌تی‌وی استرالیا                     | خودش                  | مجری                |
| ۲۰۰۹      | بحث در مورد نسل شما                 | خودش/مهمان            |                     |
| ۲۰۰۹      | مدل برتر بعدی استرالیا              | خودش/میزبان/داورمهمان |                     |
| ۲۰۰۹      | جوایز ام‌تی‌وی استرالیا ۲۰۰۹          | خودش/میزبان           |                     |
| ۲۰۰۹–۲۰۱۰ | ۱ تا ۲۰                             | خودش                  | ۲ قسمت              |
| ۲۰۰۹–۲۰۱۱ | پروژه (برنامه تلویزیونی استرالیایی) | خودش                  | میزبان              |
| ۲۰۱۰      | آخرین مدرسه موزیکال                 | خودش                  | میزبان              |
| ۲۰۱۰      | جایزه لوگی ۲۰۱۰                     | خودش                  | میزبان (فرش قرمز)   |
| ۲۰۱۰      | المپیک زمستانی ۲۰۱۰                 | خودش                  | میزبان              |
| ۲۰۱۳      | آقا و خانم آدم‌کش                    | خودش                  | مهمان:فصل ۱، قسمت ۱ |
| ۲۰۱۵      | ماده تاریک                          | وندی                  | مهمان:فصل ۱، قسمت ۷ |
| ۲۰۱۵      | جوایز موسیقی ام‌تی‌وی اروپا ۲۰۱۵      | خودش/میزبان           |                     |
| ۲۰۱۶      | نارنجی مد جدید است                  | استرلا کارلین         | فصل ۳–۴             |
| ۲۰۱۷      | مسابقه لب‌خوانی                      | خودش                  | مسابقه‌دهنده         |
| ۲۰۱۹–۲۰۱۸ | فلش                                 | بت وومن/کتی کین       | فصل ۵، قسمت ۹       |
| ۲۰۱۹–۲۰۱۸ | ارو                                 | بت وومن/کتی کین       | فصل ۷، قسمت ۹       |
| ۲۰۱۹–۲۰۱۸ | سوپرگرل                             | بت وومن/کتی کین       | فصل ۴، قسمت ۹       |
| ۲۰۱۹–۲۰۲۰ | بت وومن                             | بت وومن/کتی کین       | نقش اصلی (فصل اول)  |
| ۲۰۲۰      | افسانه‌های فردا                      | بت وومن/کتی کین       | فصل ۵، قسمت ویژه    |

### موزیک ویدئو
| سال  | عنوان            | هنرمند          | نقش      | نکته               |
| ---- | ---------------- | --------------- | -------- | ------------------ |
| ۲۰۱۱ | پسرها می‌پسندنت   | متیو جیمز کالول | معشوق    |                    |
| ۲۰۱۲ | لذت گناهکار      | خودش و گری بیکر | خودش     |                    |
| ۲۰۱۶ | در کنارت         | ورونیکاها       | معشوق    | نویسنده و کارگردان |
| ۲۰۱۷ | چگونه قلب می‌شکند | Evermoist       | کالامیتی |                    |
| ۲۰۲۰ | من آن را دیدم    | بد بانی         | خودش     |                    |